# Syd Barrett (альбом)
| Оценки критиков | Оценки критиков |
| Источник        | Оценка          |
| --------------- | --------------- |
| Allmusic        | [ 1 ]           |
| Роберт Кристгау | (B)             |

Syd Barrett — двухдисковый сборник британского рок-музыканта Сида Барретта, был выпущен в 1974 году. Включает в себя два сольных альбома музыканта: The Madcap Laughs и Barrett.

## Об альбоме
После внезапного коммерческого успеха пластинки The Dark Side of the Moon группы Pink Floyd — бывшего коллектива Барретта, лейбл EMI, которому принадлежали права на музыкальный архив исполнителя, решил переиздать его сольные альбомы, в надежде, что поклонники проявят интерес в раннему творчеству группы — периоду с Барреттом. Сборник пользовался спросом в США, несмотря на то, что первоначально оба альбома Барретта там провалились.
В результате, The Madcap Laughs/Barrett (такое название альбом получил в США) добрался до 163-го места в чарте Billboard 200, став единственным альбомом Барретта попавшим в хит-парады США.

### Обложка
Летом 1965 года в саду своего друга Дэйва Гейла, Барретт впервые попробовал ЛСД, в компании Йена Мура и Сторма Торгерсона. Под эффектом кислоты, Барретт положил апельсин, сливы и коробок спичек в угол, он пристально смотрел на фрукты, которые, как он утверждал, символизировали «Венеру и Юпитера». Торгерсон использовал этот образ, добавив ранее перечисленное на обложку Syd Barrett.

## Список композиций
Все песни написаны Сидом Барреттом, за исключением отмеченных.

### Диск I —The Madcap Laughs
Первая сторона
1. «Terrapin» — 5:04
2. «No Good Trying» — 3:26
3. «Love You» — 2:30
4. «No Man’s Land» — 3:03
5. «Dark Globe» — 2:02
6. «Here I Go» — 3:11

Вторая сторона
1. «Octopus» — 3:47
2. «Golden Hair» (Сид Барретт/Джеймс Джойс) — 1:59
3. «Long Gone» — 2:50
4. «She Took a Long Cold Look» — 1:55
5. «Feel» — 2:17
6. «If it’s in You» — 2:26
7. «Late Night» — 3:11

### Диск II —Barrett
Первая сторона
1. «Baby Lemonade» — 4:11
2. «Love Song» — 3:05
3. «Dominoes» — 4:09
4. «It is Obvious» — 3:00
5. «Rats» — 3:02
6. «Maisie» — 2:51

Вторая сторона
1. «Gigolo Aunt» — 5:47
2. «Waving My Arms in the Air» — 2:07
3. «I Never Lied to You» — 1:52
4. «Wined and Dined» — 2:59
5. «Wolfpack» — 3:41
6. «Effervescing Elephant» — 1:54

## Хит-парады
Альбом — Billboard
| Год  | Чарт       | Высшая позиция |
| ---- | ---------- | -------------- |
| 1974 | Pop Albums | 163            |